# Ludwik Sotelo
Ludwik Sotelo, właśc. hiszp. Luis Sotelo (ur. 6 września 1574 r. w Sewilli w Andaluzji, zm. 25 sierpnia 1624 r. w Ōmuri na Kiusiu) – hiszpański biskup nominat, franciszkanin (OFM), misjonarz na Filipinach i w Japonii, męczennik chrześcijański i błogosławiony Kościoła rzymskokatolickiego.
Urodził się 6 września 1574 r.  w Sewilli. Studiował na uniwersytecie w Salamance, a potem wstąpił do zakonu dominikanów. W 1608 r. udał się na misje do Japonii, gdzie wraz z franciszkanami zaprojektował budowę kościoła. Z powodu prześladowań katolików uciekł do północnej części Japonii. Wrócił do Tokio w następnym roku i w dniu 2 maja 1613 r.  nowy kościół został otwarty. Wkrótce został aresztowany i po dwóch latach pobytu w więzieniu został spalony żywcem wraz z franciszkaninem Ludwikiem Sasada, jezuitą Michałem Carvalho, dominikaninem Piotrem Vazquezem oraz tercjarzem Ludwikiem Baba.
Beatyfikował go papież Pius IX w dniu 7 lipca 1867 r. w grupie 205 męczenników japońskich.